# SNK Marvin's Maze Hardware
SNK Marvin's Maze Hardware es una Placa de arcade creada por SNK destinado a los salones arcade.

## Descripción
El SNK Marvin's Maze Hardware fue lanzado por SNK en 1983.
El sistema tenía dos procesadores Z80, operando a una frecuencia de 3.36 MHz cada uno. Para el audio, estaba un Z80 con una velocidad de 4 MHz, y los chips de sonido son  2x AY8910 a una velocidad de 2 MHz, y un Namco Custom corriendo a 31.25 kHz.
En esta placa funcionaron 3 títulos creados por SNK: Mad Crasher, Marvin's Maze y Vanguard II.

## Especificaciones técnicas

### Procesador
- 2x Z80 trabajando a 3,36 MHz

### Audio
- Z80 trabajando a 4 MHz
- Chip de sonido :
  - 2x AY8910 a una velocidad de 2 MHz
  - Namco Custom corriendo a  31,25 kHz

## Lista de videojuegos
- Mad Crasher
- Marvin's Maze
- Vanguard II